# Tren Ligero de Seattle
El Tren Ligero de Seattle (en inglés: Link Light Rail) es un sistema de tren ligero que sirve al área metropolitana de Seattle en el estado de Washington. Es gestionado por Sound Transit en asociación con proveedores locales de transporte y consta de tres líneas no conectadas: la Línea 1 (anteriormente Central Link) en el condado de King, que recorre 44,6 millas (72 km) entre Seattle y el Aeropuerto Internacional de Seattle-Tacoma; la Línea 2 en la región de Eastside del condado de King, entre Bellevue y Redmond; y la Línea T (anteriormente Tacoma Link) en el condado de Pierce, que recorre 4 millas (6,4 km) entre el centro de Tacoma y la Estación Tacoma Dome. En 2023, el sistema tuvo una cantidad de 23,9 millones de pasajeros, o alrededor de 70,600 pasajeros por día laborable en el primer trimestre de 2024, principalmente en la Línea 1. Los trenes funcionan con frecuencias de 6 a 24 minutos.
El sistema de tren ligero Link fue concebido originalmente en la década de 1980 después de varias propuestas anteriores para un sistema de tren pesado que fueron eventualmente rechazadas por los votantes. Sound Transit se creó en 1993 y presentó una medida electoral para financiar y construir el sistema, que fue aprobada en un segundo intento en 1996. El Tacoma Link comenzó su construcción  en 2000 y se inauguró el 22 de agosto de 2003, a un costo de $80 millones. La construcción del Central Link se retrasó debido a problemas de financiamiento y disputas sobre la ruta, pero comenzó en noviembre de 2003 y se completó el 18 de julio de 2009, por $2.4 mil millones. Los trenes del Central Link inicialmente operaban desde el centro de Seattle hasta la estación Tukwila International Boulevard antes de extenderse al sur hasta el aeropuerto en diciembre de 2009, al norte hasta la Universidad de Washington en marzo de 2016, y más al sur hasta la estación Angle Lake en septiembre de 2016. Una extensión hasta la estación Northgate se inauguró el 2 de octubre de 2021.
La primera fase de la Línea 2 se inauguró el 27 de abril de 2024, entre las estaciones South Bellevue y Redmond Technology. Esta línea sea espera que en 2025 se extienda hacia el oeste hasta Seattle y hacia el este hasta el centro de Redmond. Sound Transit planea expandir la red del tren ligero  a 116 millas (187 km) y 70 estaciones para 2044, utilizando fondos aprobados por los votantes en 2008 y 2016. Las extensiones suburbanas a Lynnwood y Federal Way están programadas para abrir entre 2024 y 2026 después de retrasos en la construcción. Proyectos posteriores expandirán el sistema para cubrir el área metropolitana desde Everett hasta Tacoma, junto con ramales a Kirkland, Issaquah, y los vecindarios de Seattle de Ballard y West Seattle.